# Bahía Moubray

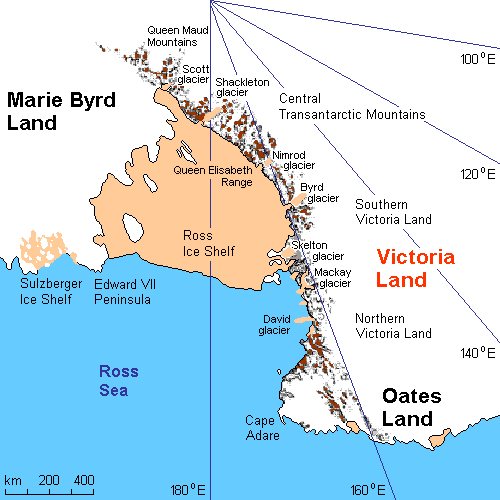
La bahía está situada, en este mapa, justo encima del cabo Adare.

La bahía de Moubray es una bahía en el oeste mar de Ross, en la costa de Tierra de Victoria en la Antártida, entre el cabo Roget y el cabo Hallett. Fue descubierta en 1841 por James Clark Ross y bautizada por él en homenaje a George H. Moubray, empleado a cargo de la nave de la expedición HMS Terror.